# Gallansjöarna (Vilhelmina socken, Lappland, 721727-150853)
Gallansjöarna är en sjö i Vilhelmina kommun i Lappland och ingår i Ångermanälvens huvudavrinningsområde. Gallansjöarna ligger i Marsfjället Natura 2000-område.